# Shadow Dancer (film)
Pour les articles homonymes, voir Shadow Dancer.
Pour plus de détails, voir Fiche technique et Distribution.
Shadow Dancer est un film britannico-irlandais réalisé par James Marsh, sorti en 2012.

## Synopsis
Irlande du Nord, 1993. Colette McVeigh est une jeune veuve républicaine. Elle vit à Belfast avec sa mère et ses frères, qui sont de fervents activistes de l’IRA. Colette est arrêtée après un attentat raté au cœur de Londres. Mac, agent secret du MI5, lui offre alors la possibilité d'être libérée : elle doit espionner sa propre famille. Si elle refuse, elle passera 25 ans en prison et ne verra plus son fils. Elle accepte donc la proposition de Mac.

## Fiche technique
- Titre : Shadow Dancer
- Réalisation : James Marsh
- Scénario : Tom Bradby
- Musique : Dickon Hinchliffe
- Photographie : Rob Hardy
- Montage : Jinx Godfrey
- Décors : Jon Henson
- Costumes : Lorna Marie Mugan
- Production : Chris Coen, Ed Guiney, Andrew Lowe

Producteurs délégués : Brahim Chioua, Rita Dagher, Vincent Maraval, Norman Merry et Joe Oppenheimer
Coproductrice : Camille Gatin
Productrice associée : Katie Goodson
- Sociétés de production : BBC Films, Element Pictures, Irish Film Board, UKFS et Unanimous Pictures
- Distribution : Paramount Pictures (Royaume-Uni) ; ATO Pictures (USA) ; Wild Bunch (France)
- Genre : thriller
- Durée : 101 minutes
- Pays d'origine : Royaume-Uni et Irlande
- Format : Couleur - 35 mm anamorphosé 2,35:1
- Dates de sortie[1] :
  -  États-Unis : 24 janvier 2012 (Festival du film de Sundance 2012)
  -  Royaume-Uni /  Irlande : 24 août 2012
  -  France : 6 février 2013

## Distribution
- Clive Owen  (V. F. : Christian Gonon) : Mac
- Andrea Riseborough  (V. F. : Mélodie Orru) : Colette McVeigh
- Gillian Anderson  (V. F. : Sophie Broustal) : Kate Fletcher
- Aidan Gillen  (V. F. : Benjamin Bellecour) : Gerry
- Domhnall Gleeson  (V. F. : Vincent Joncquez) : Connor
- Bríd Brennan  (V. F. : Marie-Armelle Deguy) : Ma
- David Wilmot  (V. F. : Jérôme Pouly) : Kevin Mulville

Source et légende : Version française (V. F.) sur le site d’AlterEgo (la société de doublage) et selon le carton de doublage.

## Distinctions
Source : Internet Movie Database

### Récompenses
- Festival du film britannique de Dinard 2012 : Hitchcock d'or et prix du public Studio Ciné Live
- Festival international du film policier de Beaune 2012 : Prix Spécial Police
- Festival international du film d'Édimbourg 2012 : meilleure performance dans un film britannique pour Brid Brennan et Andrea Riseborough
- British Independent Film Award 2012 : meilleure actrice pour Andrea Riseborough
- London Film Critics CircleAwards 2013 : actrice britannique de l'année pour Andrea Riseborough
- Irish Film and Television Awards 2013 : meilleure actrice dans un second rôle pour Bríd Brennan
- Evening Standard British Film Awards 2013 : meilleure actrice pour Andrea Riseborough

### Sélections
- Berlinale 2012
- Festival du film de Sarlat 2012
- Festival du film de Sundance 2012